# Шахртеппа
Шахртеппа́ (тадж. Шаҳртеппа) — село у складі Хатлонської області Таджикистану. Входить до складу Ватанського джамоату Фархорського району.
Назва означає місто на пагорбі.
Населення — 1344 особи (2010; 1357 в 2009).